# Михайловский, Кирил
Кирил Михайловский (макед. и серб. Кирил Михајловски; 9 июня 1916, Виница — 20 мая 1991, Белград) — югославский военачальник времён Народно-освободительной войны Югославии, генерал-майор Югославской народной армии, Народный герой Югославии.

## Биография
Родился 9 июня 1916 года в городе Виница (ныне Республика Македония). Родители — преподаватели в гимназии Лесковаца. Окончил начальную школу в Винице и гимназию в Лесковаце, с юных лет был членом революционного молодёжного движения. Активную деятельность в революционном движении начал во время своего обучения в педагогическом училище. Познакомился с основами марксизма-ленинизма, стал организовывать лекции для желающих, на которых говорил о революционных настроениях в СССР и Испании. Член культурного общества «Абрашевич» и комитете управления «Сеоска слога» в Лесковаце, сотрудник Международной красной помощи. Член Союза коммунистической молодёжи Югославии с 1937 года.
В 1938 году после декабрьских выборов Михайловский стал участником кровопролитных беспорядков с полицией, после чего решил скрыться и уехал в деревню Врбичане, где работал учителем его брат. Там Кирил установил связь с косовскими отделениями Коммунистической партии Югославии и стал заниматься вербовкой в ряды компартии преподавателей. За свою антигосударственную деятельность арестован и выслан в Призрен. Весной 1939 года поступил в школу офицеров запаса в Мариборе, где также занимался по мере возможности пропагандой марксизма-ленинизма, передавая листовки и подпольную литературу.
В апреле 1941 года в день начала войны против Германии Михайловский находился в Страцине, имел звание подпоручика запаса. После капитуляции бежал в Лесковац, скрываясь от пленения, и ушёл в вооружённое подполье. В июне 1941 года принят в Коммунистическую партию в Прокупле и организовал Топлицкий партизанский отряд, в котором стал политруком роты. В партизанской среде был известен под именами «Уча» и «Груица». Командовал батальоном, был политруком 1-го Южноморавского батальона, 1-й южноморавской бригады и начальником оперативного штаба црнотравских, косовских и македонских отрядов.
Михайловский с марта 1943 года был командирован в Македонию. Участвовал в Антифашистском вече народного освобождения Югославии и Антифашистском собрании по народному освобождению Македонии. 26 февраля 1944 года назначен политруком 3-й македонской бригады, с июля того же года — политрук 4-й македонской бригады. В конце войны командовал 50-й и 51-й македонскими дивизиями, а также Штипским военным округом.
В послевоенные годы Михайловский продолжил занимать важные посты в Югославской народной армии, на пенсию вышел в 1966 году как генерал-майор. Избирался в Народное собрание Македонии и Союзную скупщину СФРЮ, в Совет Федерации. Награждён рядом орденов и медалей, в том числе орденом Народного героя Югославии (29 ноября 1953 года).
Скончался 20 мая 1991 года в Белграде. Похоронен на Аллее почётных граждан Нового кладбища Белграда.